# Metazygia laticeps
Metazygia laticeps är en spindelart som först beskrevs av O. Pickard-Cambridge 1889.  Metazygia laticeps ingår i släktet Metazygia och familjen hjulspindlar. Inga underarter finns listade i Catalogue of Life.